# Costa dels Tarongers
S'anomena Costa dels Tarongers al tram de litoral comprés entre Sòl de Riu i el cap de la Nau. Sovint s'utilitza per referir-se només al tram corresponent a les províncies de Castelló i València. A vegades també es fa una divisió d'aquesta costa utilitzant com a noms turístics els de Castelló Costa Azahar per a la província de Castelló i simplement València Terra i Mar per a la de València. Entre les platges més importants d'aquesta costa es troben les dels municipis de Vinaròs, Benicarló, Peníscola, Alcalà de Xivert, Orpesa, Benicàssim, Castelló de la Plana, Sagunt, València, Sueca, Cullera, Tavernes de la Valldigna, Gandia i Oliva.